# Cladolabes
Cladolabes is een geslacht van zeekomkommers uit de familie Sclerodactylidae.

## Soorten
- Cladolabes aciculus (Semper, 1867)
- Cladolabes arafurus O'Loughlin, 2014
- Cladolabes bifurcatus (Deichmann, 1944)
- Cladolabes crassus (H.L. Clark, 1938)
- Cladolabes hamatus (Sluiter, 1914)
- Cladolabes kirara Yamana, Iwaoka & Hyakutake, 2014
- Cladolabes limaconotus Brandt, 1835
- Cladolabes perspicillum (Selenka, 1867)
- Cladolabes pichoni Cherbonnier, 1988
- Cladolabes roxasi (Domantay, 1934)
- Cladolabes schmeltzii (Ludwig, 1875)